# الكسندر غراو
الكسندر غراو (بالألمانية: Alexander Grau)‏ هو سائق سيارة سباق ألماني، ولد في 17 فبراير 1973 في آوغسبورغ في ألمانيا.

## روابط خارجية
- الكسندر غراو على موقع DriverDB.com (الإنجليزية)